# Dęborogi
Dęborogi – wieś w Polsce położona w województwie zachodniopomorskim, w powiecie koszalińskim, w gminie Manowo. Miejscowość wchodzi w skład sołectwa Wyszebórz.
W latach 1975–1998 miejscowość należała administracyjnie do województwa koszalińskiego.
We wsi znajduje się zabytkowy szpaler 27 buków pospolitych o obwodach 34-355 cm.